# Covelli Centre
Covelli Centre, tidigare Youngstown Convocation Center och Chevrolet Centre, är en inomhusarena i den amerikanska staden Youngstown i delstaten Ohio och har en publikkapacitet på mellan 3 800 och 7 000 åskådare beroende på arrangemang. Inomhusarenan började byggas den 21 juni 2004 och öppnades den 19 oktober 2005. Den ägs av staden Youngstown och underhålls av SMG. Den används primärt som hemmaarena till ishockeylaget Youngstown Phantoms i United States Hockey League (USHL).